# Gerhard von Schwarzburg

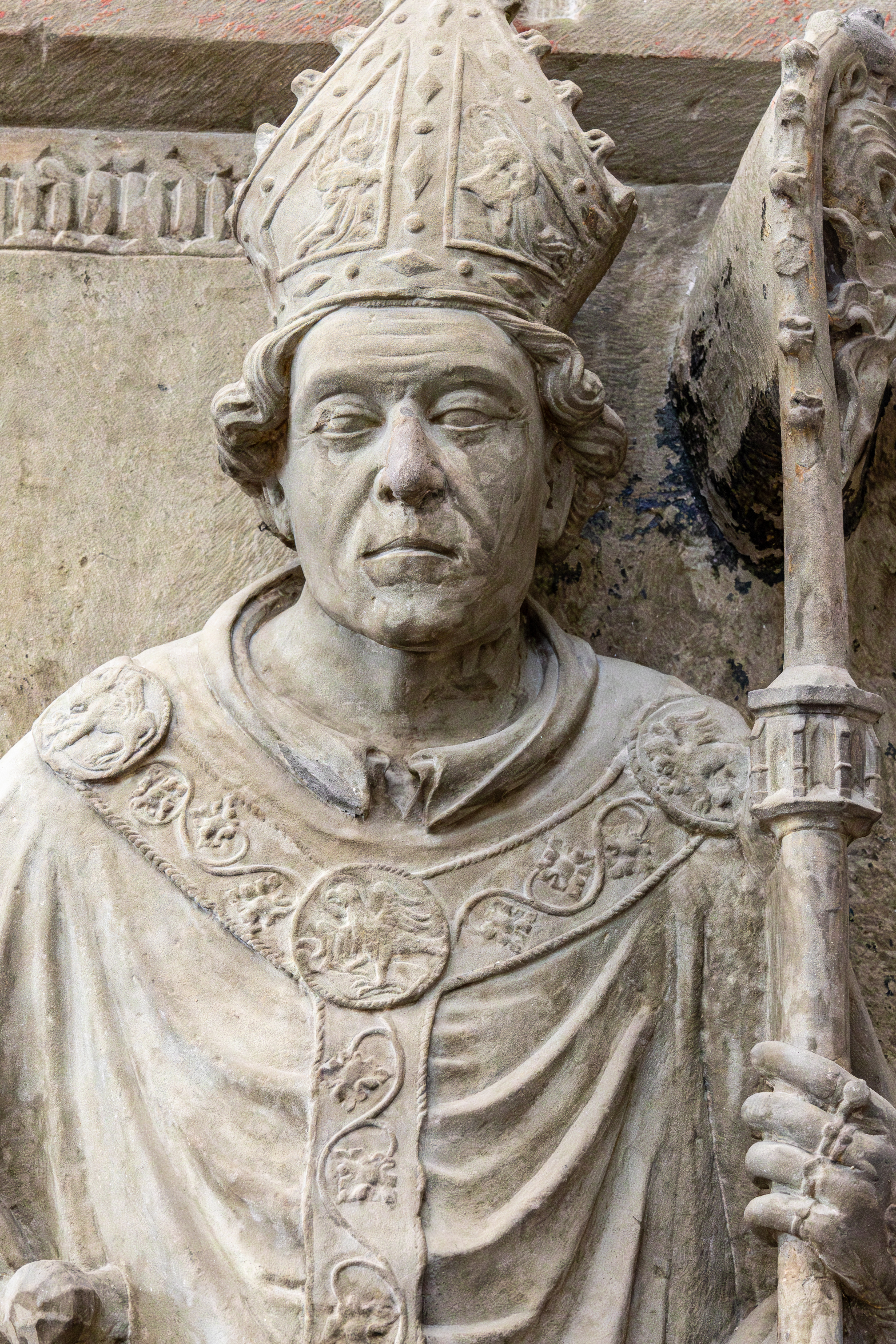
Darstellung des Bischofs aus seinem Epitaph im Würzburger Dom

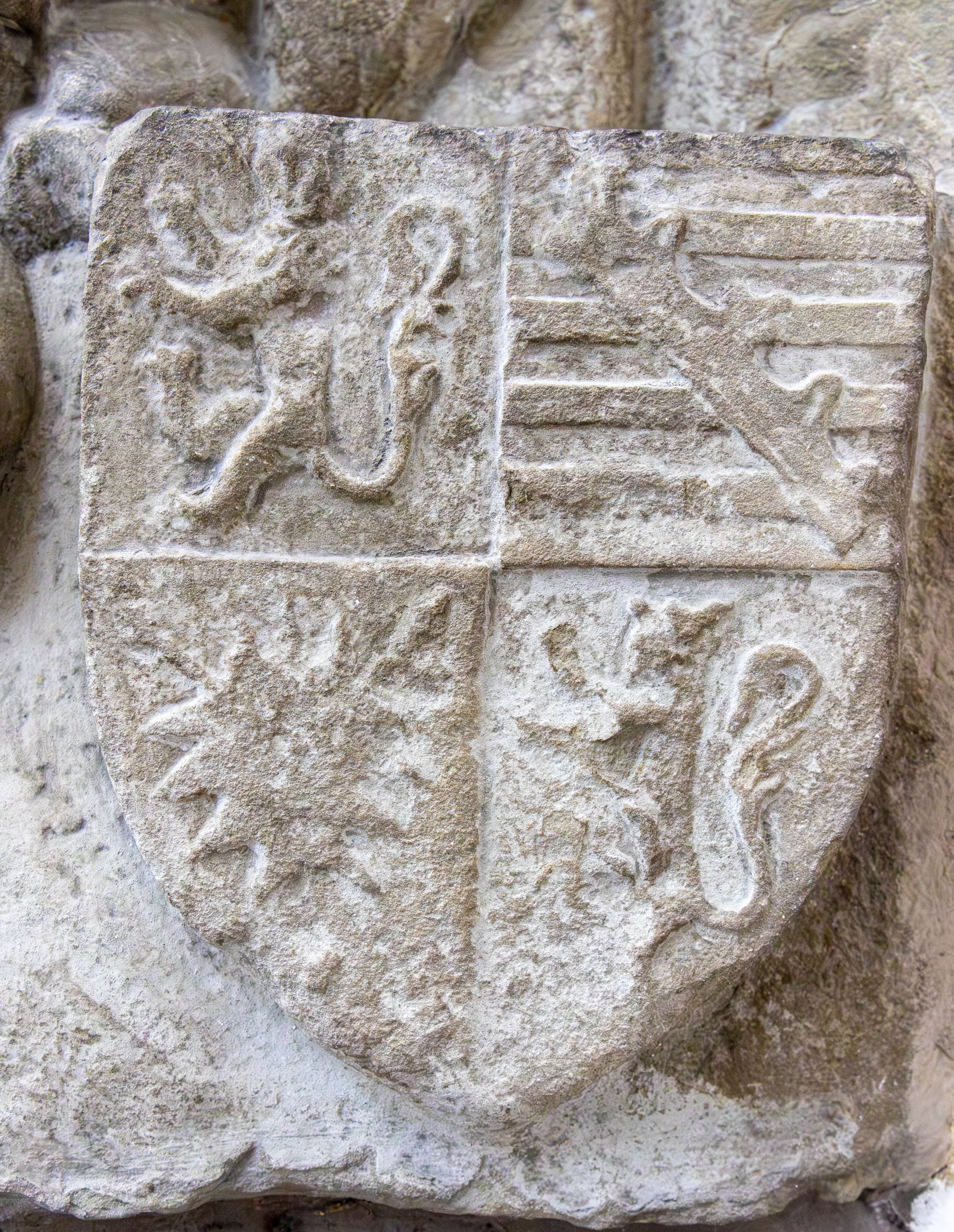
Wappendarstellung am Epitaph

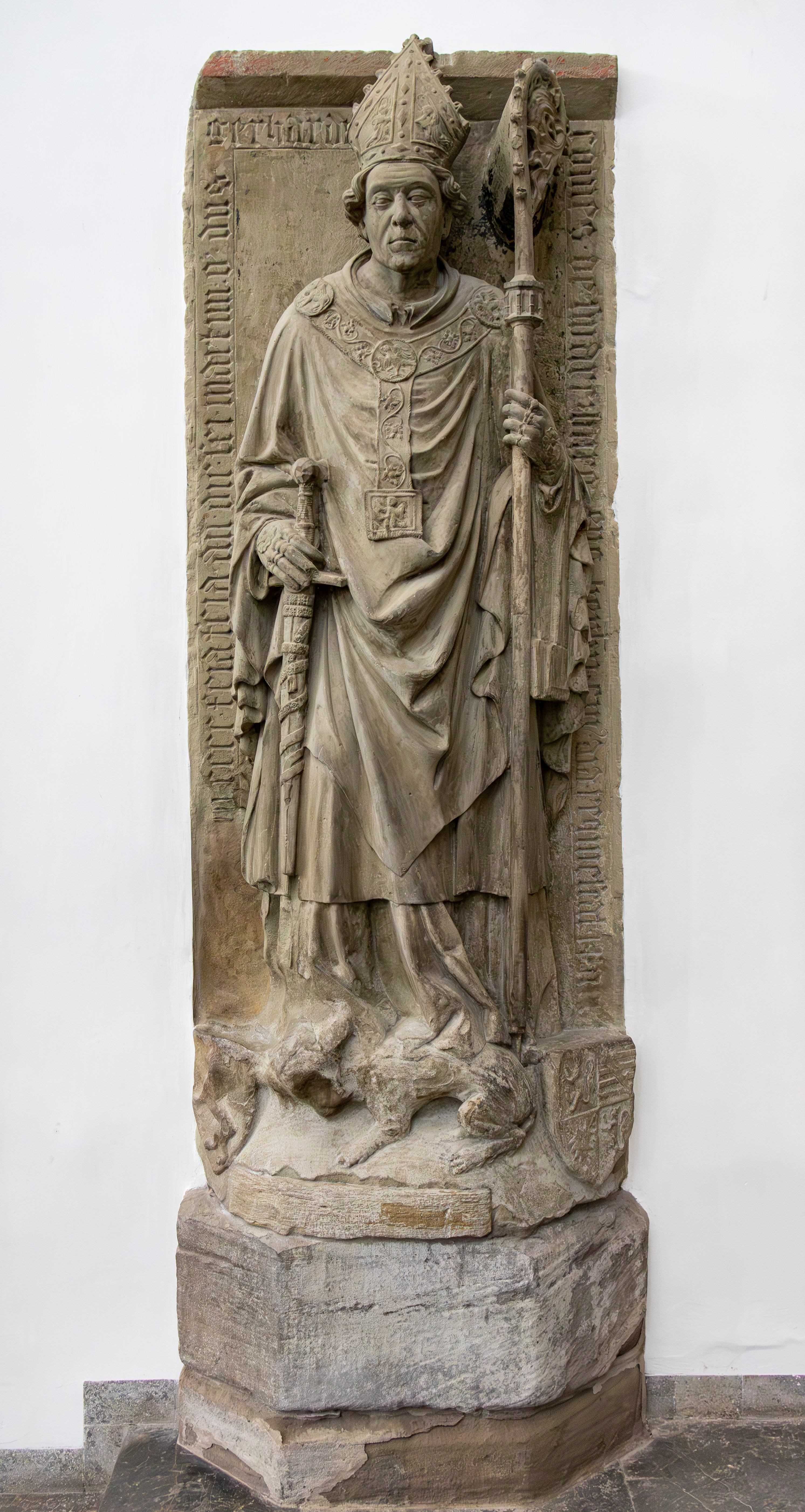
Epitaph im Würzburger Dom

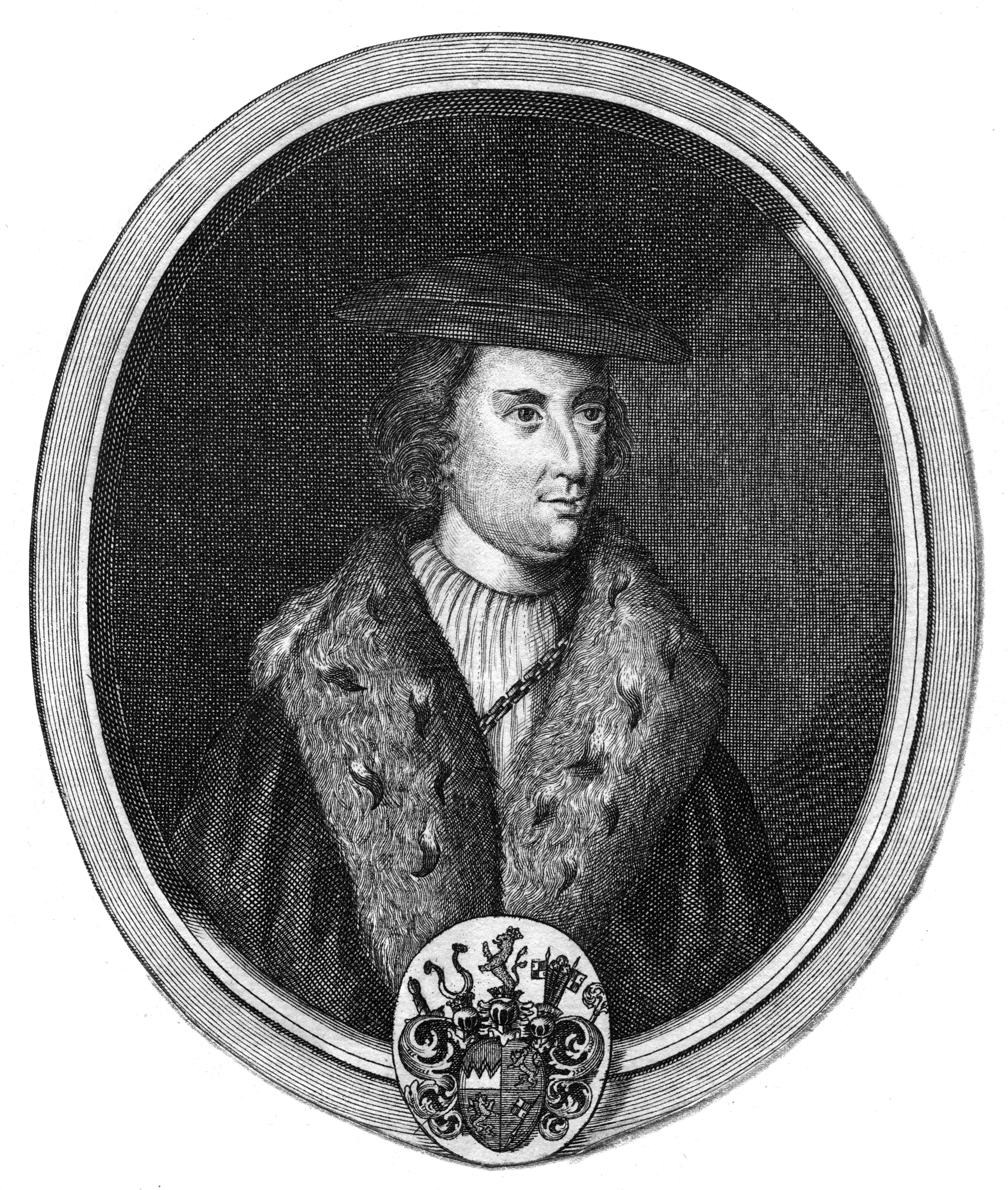
Kupferstich des Würzburger Hof- und Universitätskupferstechers Johann Salver (* 1670 in Forchheim; † 1738) aus der Serie mit Würzburger Fürstbischöfen

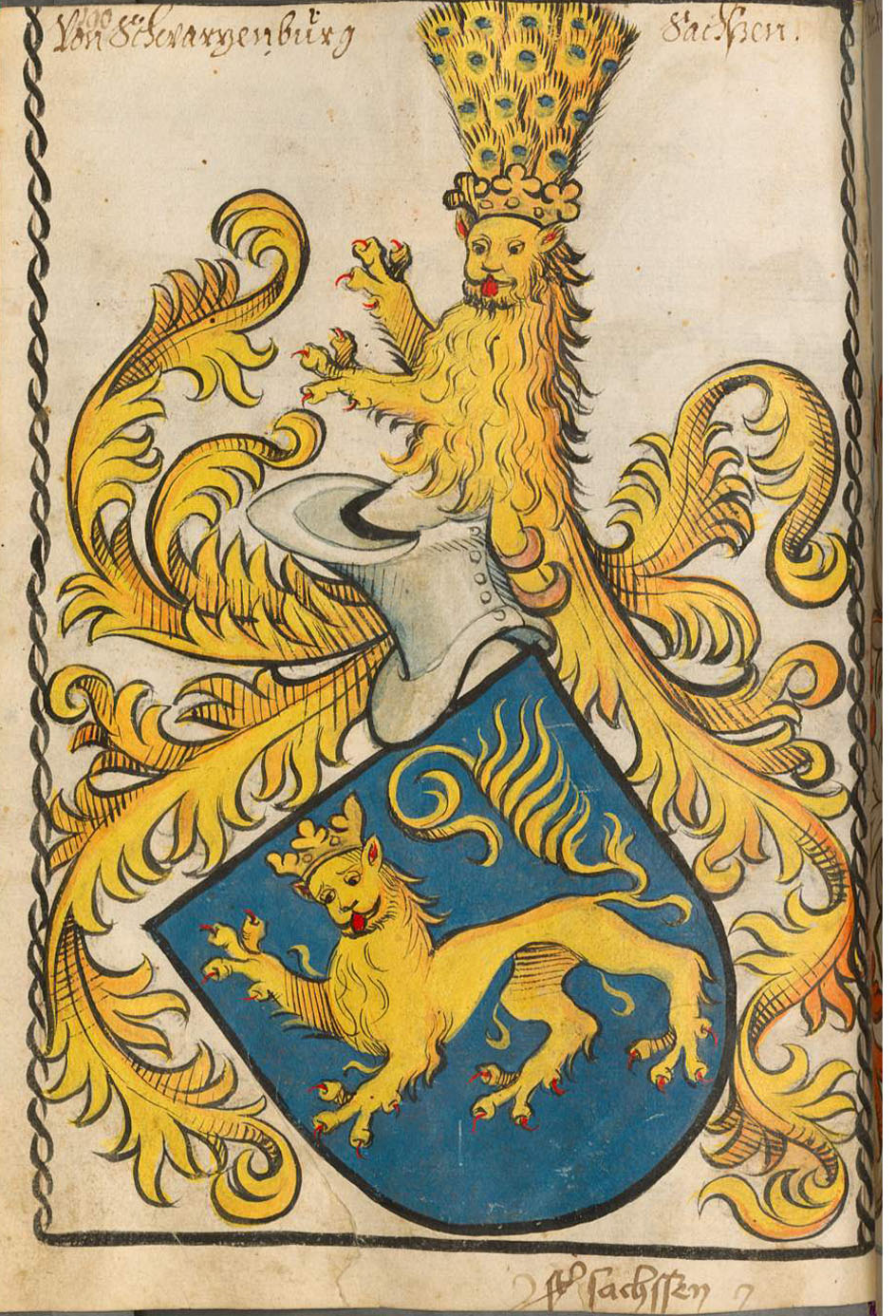
Familienwappen mit Tingierung nach dem Scheiblerschen Wappenbuch

Graf Gerhard von Schwarzburg († 9. November 1400 in Würzburg) war von 1359 bis 1372 Bischof von Naumburg und von 1372  bis zu seinem Tod 1400 Bischof von Würzburg und somit Fürstbischof.

## Gerhard im Familienkontext
Gerhard stammte aus dem Grafengeschlecht derer von Schwarzburg. Die Schwarzburg, nach der sich die Familie benannte, liegt im Schwarzatal westlich von Saalfeld/Saale in Thüringen. Er war ein Sohn des Grafen Heinrich XI. von Schwarzburg und dessen Frau Helene, geborene Gräfin von Schauenburg. Seine Brüder waren Günther XXII., der Deutschordensritter Günther XXIII., der Regensburger Domherr Günther XXIV., der Würzburger Domherr und Pfarrer zu Kitzingen Heinrich und Günther XXVII., seine Schwestern waren die Äbtissin zu Stadtilm Mechthild und die Priorin zu Stadtilm Margarethe.

## Gerhard als Naumburger Bischof
Gerhard war Hauskaplan von Kaiser Karl IV. und hielt sich auch beim Papst in Avignon auf. Im Laufe von Jahren erhielt er Kanonikate in Würzburg, Naumburg, Straßburg, Bamberg, Merseburg und Magdeburg. Mit Hilfe seiner Gönner im Domkapitel wurde er zunächst gegen den Willen des Papstes gewählt. Als Naumburger Bischof hatte Gerhard innere Konflikte auszutragen und die Schuldenlast auf das Bistum nahm zu. Er verkaufte mit Zustimmung des Domkapitels die letzten Besitzungen des Hochstifts an der mittleren Elbe, darunter Rechte in Strehla, Tiefenau, Hirschstein und Elsterwerda. Als Angehöriger des aufstrebenden Grafengeschlechtes der von Schwarzburg setzte er sich stark für die Familieninteressen ein. Für den Papst war er mehrmals in diplomatischen Missionen unterwegs.

## Tausch der Bistümer
Während Gerhard von Schwarzburg als Naumburger Bischof aufgrund seiner konfliktreichen und schuldenbeladenen Politik zunehmend in Bedrängnis geriet, kam es in Würzburg nach dem Tod Albrechts II. von Hohenlohe zu einer Doppelwahl von Albrecht III. von Heßberg einerseits und Withego Hildbrandi andererseits. Obwohl Albrecht von Heßberg im Kapitel weniger Stimmen erhalten hatte, bekam er die Anerkennung von Mainz und auch von der Stadt Würzburg. Withego Hildbrandi wandte sich hilfesuchend an Papst Gregor XI. in Avignon, was letztlich zu einem Tausch der Ansprüche mit Gerhard von Schwarzburg in Naumburg führte. Während Withego in Naumburg problemlos sein Amt antreten konnte, musste sich Gerhard von Schwarzburg erst gegenüber Albrecht von Heßberg durchsetzen. Trotz kaiserlicher und päpstlicher Befürwortung musste er sich vor Ort seine Einsetzung gewaltsam erkämpfen. Als Sieger ließ er seinen Kontrahenten Albrecht von Heßberg jedoch wieder in sein ursprüngliches Amt als Dompropst zurückkehren.

## Gerhard als Würzburger Bischof
Mit dem Aussterben der Familie von Trimberg fielen 1376 deren verbliebene Lehen, darunter das Amt Bischofsheim und die Gerichte Schlüchtern und Amt Altenhaßlau, an das Hochstift zurück und wurden von Gerhard an Ulrich IV. von Hanau vergeben. Vormaliger Schlüsselberger Besitz, darunter Anteile an der Burg Niedersenftenberg, Eggolsheim und Ebermannstadt, wurde 1384 endgültig an das Hochstift Bamberg verkauft.
Die Zeit unter Gerhard von Schwarzburg war geprägt von inneren Auseinandersetzungen mit den emporstrebenden Städten. Obwohl Vertreter Gerhards an einer geheimen Zusammenkunft in Nürnberg beteiligt waren, die gegen König Wenzel gerichtet war, trat er nach der Gefangennahme Wenzels durch dessen Vetter, des Markgrafen Jobst von Mähren, für dessen Freilassung ein.
1396 war Gerhard Mitglied im Pforzheimer Fürstenbund, der gegen den Schleglerbund gerichtet war. Unter seiner Regentschaft stieg durch Verpfändungen und Fehden die bereits zuvor angelaufene beträchtliche Verschuldung des Bistums weiter an. Um der Schulden Herr zu werden, wurden immer neue Gebühren eingeführt, darunter der Ausfuhrzoll, was 1397 zum Aufruhr unter den Städten führte.

### Innere Konflikte mit den Städten
Als der Bischof die Autonomie der Stadt Würzburg einschränkte, kam es 1373 zu einem erfolgreichen Aufstand. Als der Bischof Kaiser Karl IV. um Hilfe anrief, erklärte dieser die Reichsacht über die Stadt und half Gerhard 1374 im Kampf zu deren Unterwerfung. Im Konflikt mit dem Schwäbischen Städtebund hielt Gerhard zum Kaiser und wurde dafür bei der Durchsetzung oberherrlicher Ansprüche gegenüber den fränkischen Reichsstädten Schweinfurt, Windsheim und Rothenburg ob der Tauber unterstützt. In der Schlacht bei Döffingen am 23. August 1388 kämpfte Gerhard erneut gegen den Schwäbischen Städtebund und belagerte danach erfolglos Windsheim und Schweinfurt. Der Landfrieden von Eger im Jahre 1389 verbot Städtebündnisse.

### Der fränkische Städtekrieg von 1397
Durch erdrückende neue Abgaben und eine weitere Beschneidung von Rechten kam es ab 1396 zu einem erneuten Ausbruch der schwelenden Gegensätze mit der Stadt Würzburg. Nachdem der Bischof die Stadt mit dem Bann belegt hatte, nahmen Würzburger Bürger drei Geistliche aus dem Hause Schwarzburg gefangen. Gerhard rettete sich auf die Marienburg und wurde zwei Wochen später von seinem Bruder Günther XXVII. befreit. Zur Niederhaltung der Bürger hatte der Bischof mit dem Bau einer Zwingburg begonnen, die allerdings von den Würzburgern schon im Ansatz zerstört wurde.
1397 schlossen sich elf Städte des Hochstiftes mit Würzburg zu einem Bund zusammen. Nachdem Gerhard sein Haus Schwarzburg und den Hochadel auf seine Seite hatte ziehen können, wandten sich die Städte an den neuen König Wenzel, in der Hoffnung, Anerkennung als Reichsstädte zu erlangen. König Wenzel ging darauf ein und entsandte Bořivoj ze Svinař, allerdings war seine eigene Position auf die Dauer selbst zu schwach. Mit der Übermacht der benachbarten Fürsten wurde der Aufstand niedergeschlagen. Beteiligt waren die Grafen von Schwarzburg, die Grafen von Henneberg, die Burggrafen von Nürnberg und Herzog Ludwig von Bayern. Sie alle hatten kein Interesse am Erstarken der Städte und am Übergreifen der Unruhen auf ihre Gebiete. Außerdem ließen sie sich ihre Dienste vom Bischof gut bezahlen.
Der letzte Widerstand in der Stadt Würzburg wurde nach einem vergeblichen Ausfall auf einen Getreidespeicher des Domkapitels bei Bergtheim niedergeschlagen. Nachdem Vermittlungen des Nürnberger Burggrafen und der Stadt Nürnberg mit den Parteien in Würzburg gescheitert waren, verlegte man sich darauf, die Stadt auszuhungern. Durch Verrat wurde der Ausfall auf den Kornspeicher frühzeitig bekannt und starke Truppen unter der Führung von Johann von Egloffstein hatten sich zusammengezogen, um die Würzburger zu besiegen. Im zerstörten Würzburg erwarteten die Anführer des Aufstandes drakonische Strafen und der Bischof setzte die Restauration durch, verbunden mit hohen Geldforderungen zur Wiedergutmachung. Die vier Haupträdelsführer wurden vor den Stadttoren gerädert. In diesen zerrütteten Zeiten gab es keinen nennenswerten Fortschritt.

### Grabbeigaben
Gerhard wurde im Würzburger Dom bestattet. Sein Grab enthielt ein Herzogsschwert, einen Bischofsstab und einen Ring, die heute im Domschatz-Museum Würzburg besichtigt werden können.